# Palác Metro
Palác Metro v Praze 1 je novorenesanční palác na Národní třídě čp. 961/I, č. o. 25 na staroměstské straně ulice, přestavěný v letech 1922–1925, s pravoúhlou pasáží, ústící do ulice Na Perštýně.

## Historie

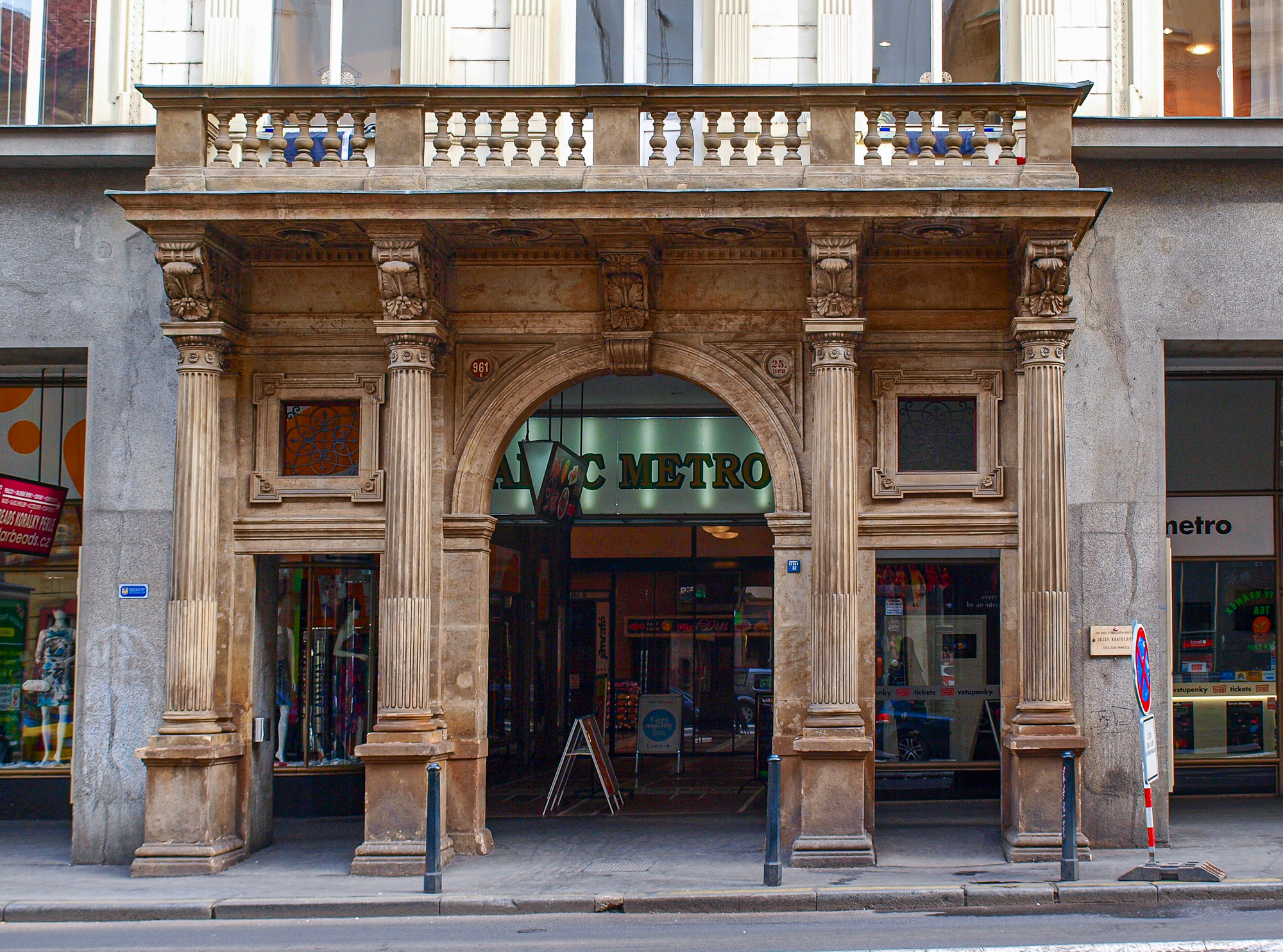
Vstupní portál paláce z roku 1870

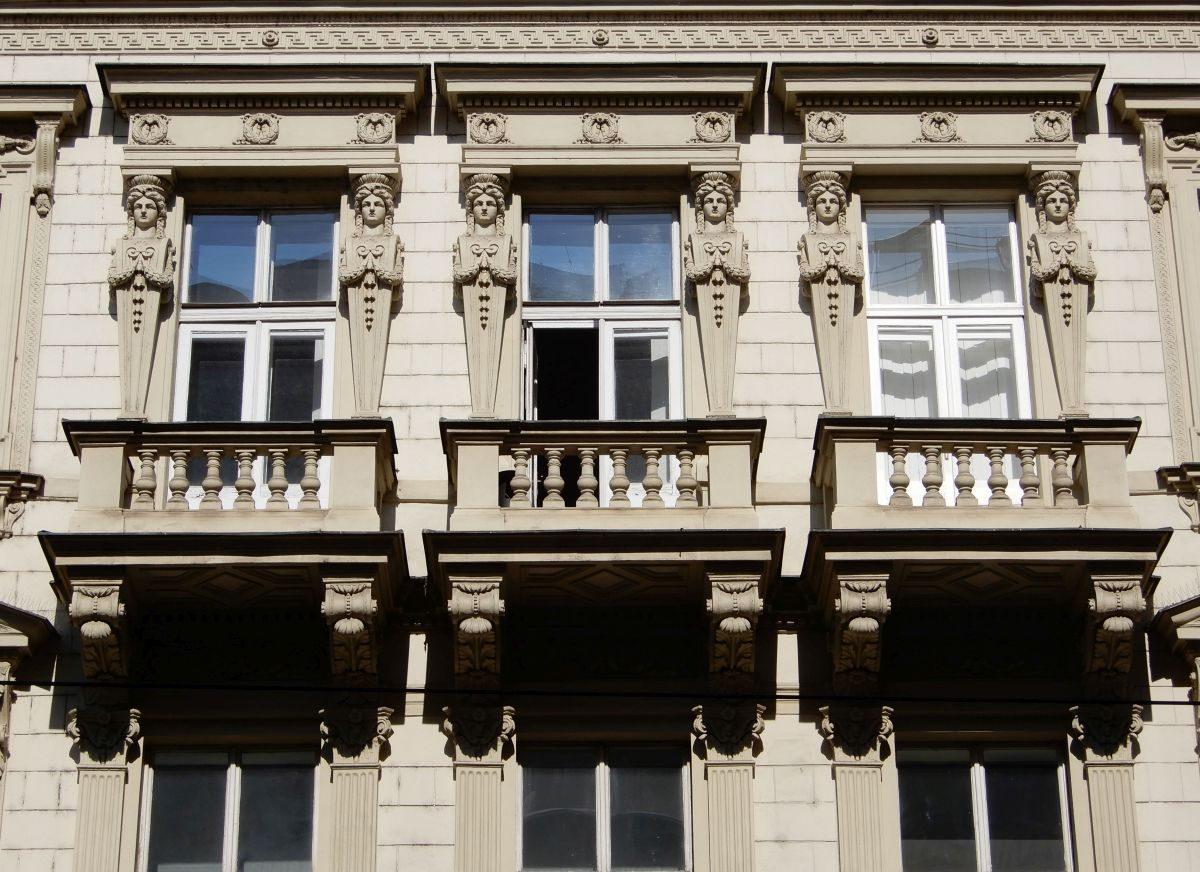
Palác Metro, novorenesanční výzdoba 2. patra (1870)

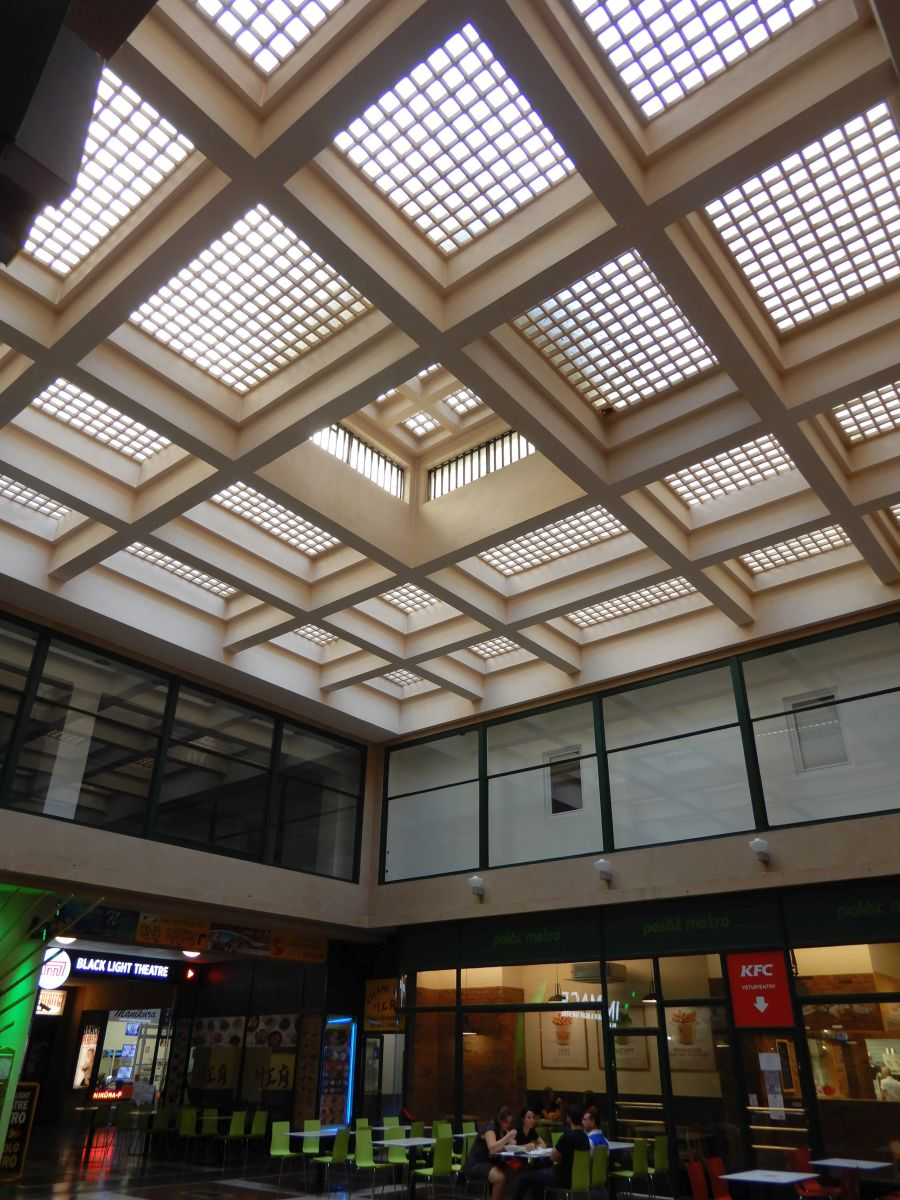
Železobetonová konstrukce pasáže, Stanislav Bechyně 1925

Palác byl postaven roku 1870 jako obchodní a nájemní dům pro majora Fridricha Bendera von Soebelkampf (1821–1881) a jeho rodinu podle projektu architekta Bedřicha Tesaře jako rozsáhlý třípatrový objekt. Z té doby se zachovalo celé jádro stavby a z celkem tří portálů střední pískovcový. 
Budova prošla zásadní rekonstrukcí v letech 1922 až 1925, kdy ji arch. K. E. Ort a ing. Stanislav Bechyně o dvě patra zvýšili, zbořili postranní portály probourali podloubí a doplnili o ocelovou konstrukci pasáže ve tvaru písmene L, ústící také do ulice Na Perštýně. Na modernizaci dvorních traktů se již od roku 1922 podílela firma bratří Kavalírových, která dodala skleněné luxfery.
Suterénní prostory byly modernizovány podle projektu arch. Filipa Trdlicy z roku 1928. Palác tehdy dali přestavět obchodník Václav Kleinhampl (* 1876) a jeho manželka Otýlie pro svůj obchodní dům.
Až do roku 1989 zde sídlil památný stravovací automat Metro (po automatu Koruna svou subkulturou druhý nejslavnější v Praze) a za ním kino Metro, jež vstoupilo roku 1966 do historie zrůdným činem pedofila Jaroslava Papeže, který svou oběť vhodil do světlíkové šachty. Po roce 1989 mim a herec Boris Hybner do prostor zrušeného kina nastěhoval své divadlo Gag.

## Současnost
Objekt nyní slouží komerčním a kulturním účelům, k roku 2019 to byly: hudební klub Vagon, divadlo Image, Black Light Theatre Metro, divadlo Metro, aukční síň, 20 obchodů, 10 kancelářských prostor, dva restaurační podniky: řetězec KFC a čínská restaurace, prodejna kožené obuvi Tamaris a další.